# Get Back (пісня Zebrahead)
Get Back (Повернись) — перший сингл американського панк-гурту Zebrahead, що був виданий 1998 року.

## Трек-лист
US version
1. «Get Back» — 3:32
2. «Swing» — 2:50
3. «Check» — 2:26

Canadian version
1. «Get Back» — 3:32
2. «The Real Me» — 3:57
3. «Check» — 2:26

Australian version
1. «Get Back» — 3:32
2. «Hate» — 1:58
3. «Song 10» — 2:11

## Відеокліп
Кліп був відзнятий 1998 року. На відео показано гурт, що грає на останньому поверсі будинку, при цьому, протягом тривалості відео, поступово падаючи на нижчі поверхи.

## Чарти
| Рік  | Чарт                    | Місце  |
| ---- | ----------------------- | ------ |
| 1998 | Modern Rock Tracks (US) | No. 32 |